# Якоб фон Гунтен
«Якоб фон Гунтен» (нем. Jakob von Gunten) — роман классика немецко-швейцарской литературы Роберта Вальзера, написанный им в 1908 году в Берлине и опубликованный в издательстве Бруно Кассирера (Bruno Cassirer Verlag) в 1909 году. Это третий роман писателя после «Семейство Таннер» (нем. «Geschwister Tanner») и «Помощник» (нем. «Der Gehülfe»).

## История создания и публикация
Роман «Якоб фон Гунтен», как и остальные произведения писателя, также основан на личном опыте. Летом 1905 года Вальзер прошёл курс обучения в школе для домашних слуг и устроился осенью на работу лакеем в замке Дамбрау (Dambrau) в Верхней Силезии. Тема служения проходит через все творчество писателя и нашла своё выражение прежде всего в романе «Якоб фон Гунтен». После нескольких переизданий «Помощника» (1908) издатель Бруно Кассирер надеялся, что новый роман Вальзера закрепит успех, но «Якоб фон Гунтен» провалился у публики.

## Сюжет
Главный герой, юноша Якоб, отпрыск аристократической семьи, поступает на обучение в воспитательное учреждение Беньямента, в котором готовят слуг. Учебное заведение производит странное впечатление, в нём почти не видно учителей. Учащиеся видят лишь строгого директора школы, господина Беньямента и единственную учительницу, его сестру Лизу. В своем дневнике Якоб записывает: «Дел у нас, учеников или воспитанников, крайне мало, заданий нам почти не дают. Мы только учим наизусть правила внутреннего распорядка. Или читаем книгу „Какую цель ставит перед собой школа для мальчиков Беньяменты?“ Краус, кроме того, учит французский, самостоятельно, потому что ни иностранных языков, ни чего-либо подобного в нашей учебной программе нет. Урок у нас один-единственный, и он повторяется бесконечно. „Как должен вести себя мальчик?“ Вот вокруг этого и вращается, в сущности, вся учёба».
Единственная мысль, которая внушается воспитанникам, — что они должны смириться со своим ничтожеством и превратиться в «восхитительные круглые нули». Якоб испытывает в этом странном заведении, где учат лишь подчинению, чувство удовлетворения, хотя он сперва и настаивает на том, чтобы ему предоставили отдельную комнату, поскольку он не хочет спать в одном помещении с другими учащимися. При этом Якоб остаётся самим собой, хоть и надевает на себя маску покорности. Он острым взглядом наблюдает за жизнью школы, описывает своих учителей и однокашников. Его лучшим другом становится Краус, ничтожное существо, полностью отказавшееся от своего я.
Постепенно хозяева заведения приближают к себе Якоба, ему даже разрешается заглянуть во внутренние покои, доступ в которые строго запрещён другим воспитанникам. Якоб замечает, что дела пансиона идут не лучшим образом. Фрейлейн Беньямента часто плачет, господин Беньямента часами дремлет. Учительница признается Якобу, что тяжело больна. В свои последние дни она ищет интимного сближения с Якобом, которому разрешено поцеловать её. Лиза жалуется, что не нашла в жизни своей любви. Вскоре она умирает. Школа закрывается.
Господин Беньямента, в свою очередь, тоже выражает благосклонность в отношении Якоба. После того, как все воспитанники покидают школу, Якоб остаётся в заведении один. Господин Беньямента собирается путешествовать по миру и просит Якоба отправиться вместе с ним на поиски приключений в Африку.

## Персонажи

### Якоб
Якоб, юноша из хорошей семьи, решается порвать со своим окружением, отказаться от «нормальной» карьеры и устраивается в школу для слуг. Он хочет освободиться от себя, от ответственности за свое «я». Но в школе Беньяменты он не может найти то, что ищет. Бездумное подчинение не для него. Он только играет в покорность. В дневнике он описывает и анализирует все происходящее с ним и вокруг него. Он с иронией замечает: «Когда думаешь — сопротивляешься, а это всегда ужасно и во вред делу». Он мечтает о превращении в «восхитительный круглый ноль», но ему это не удаётся.

### Краус
Идеалом совершенного слуги предстает лучший ученик школы Краус. Якоб заявляет, что хочет быть похожим на Крауса, стать таким же «никем», но он может только насмехаться над своим «идеалом», хотя глубоко в душе завидует способности такого типа людей существовать, освободившись от сомнений в себе и окружающем мире.

### Лиза Беньямента
В школе воспитанников ничему не учат, и «есть только один класс, — пишет Якоб в своем дневнике, — …где нас наставляет и направляет молодая дама, фройляйн Лиза Беньямента, сестра директора школы. Она входит в класс с небольшой тросточкой в руке. Мы все встаем за своими партами, когда она появляется. Как только садится она, нам тоже позволяется сесть. Она властно и резко стучит три раза по краю стола, и урок начинается…». «Наставления, которые мы имеем удовольствие получать, состоят главным образом из внедрения в наше сознание терпения и послушания — тех двух свойств, которые обещают либо очень мало успеха, либо вовсе никакого…».
Фройляйн Лиза представляется воспитанникам школы недоступным и загадочным существом, олицетворением женственности. Она обитает в своих покоях, вход в которые недоступен ученикам. Когда Якоб всё же попадает на запретную территорию, в обшарпанных комнатах его ждет разочарование.
Лиза единственная в школе проявляет какой-то интерес к воспитанникам и занимается с ними, например, играет роль публики, когда они исполняют театральную пьесу. Но Якоб чувствует, что учительницу что-то угнетает. Наедине она признается ему, что очень больна и скоро умрёт. Причина её смерти — отсутствие любви. Её никто в жизни не любит. Когда она умирает, у её мёртвого тела остаются лишь двое — директор и Якоб.

### Господин Беньямента
Почти до самого конца романа хозяин заведения производит впечатление, что учащиеся его совершенно не интересуют, вернее, его интересует только своевременная оплата пребывания в пансионе. Он кажется грубым и ограниченным человеком. Когда юноша просит его о квитанции за полученную плату за обучение, Беньямента обрывает его: «Юнцам, как ты, не выдают квитанций». Однако со временем Якоб завоёвывает сердце строгого владельца заведения. Беньямента начинает показывать ему свое расположение, и Якоб отвечает директору доверием. В конце романа после смерти сестры и закрытия школы Беньямента отправляется с Якобом в африканскую пустыню «кататься на верблюдах».

## Художественные особенности
Странный сюжетный ход, как и весьма необычный «Пансион Беньямента» вызвали недоумение читателей романа. Критики были в растерянности, потому что не понимали, как им нужно трактовать эту книгу, не похожую ни на реалистическое произведение, ни на развёрнутую метафору.
Два первых романа Вальзера были написаны в относительно традиционной манере, их содержание так или иначе соответствовало привычным читательским ожиданиям. Здесь же автор приглашал читателя ступить на ещё неизвестную тому территорию нового художественного пространства. Сквозь привычную оболочку вещей и явлений проступает мироощущение автора.
Мотив слуги, служения проходит через все творчество Вальзера. Быть слугой — значить не только служить людям, но и чувствовать себя относительно свободным от необходимости брать на себя ответственность за принятие решений. Герой Вальзера, как и сам писатель в школе слуг в Берлине, решается примерить на себя роль, которая не только наполняет жизнь делами, но и приносит освобождение от тяжести ответственности за эту жизнь. Игра в слугу у Вальзера — не апология самоуничижения, а протест против необходимости быть успешным, нежелание участвовать во всеобщем карьерном забеге.
«Якоб фон Гунтен» — пародия на роман воспитания. Юношей готовят не к преобразованию мира, а к тому, чтобы раствориться в окружающих, затеряться среди таких же «нулей». Вальзер подвергает сомнению традиционные ценности общества, построенного на достижении «успеха»..
Форму литературного дневника, в которой написан «Якоб фон Гунтен», Вальзер выбрал в самом начале своего творческого пути и оставался ей верен до самого конца. Юноша-повествователь записывает в дневник не только события в пансионе, но подробно рассказывает свои сны и фантазии.
Выдуманное и реальное смешивается, и не всегда читателю удается разделить «поэзию и правду». Действительность и мечты сливаются воедино. Записи не датированы — «пансион Беньямента» вырван из потока времени. Читатель никогда не может быть уверен, реальны ли описываемые автором дневника события, или это плод его творчества.
В романе нет ничего реального, кроме автора и создаваемой им прозы. «Якоб фон Гунтен» — декларация поэтики самого Вальзера, преданного слуги своего текста и только в этом добровольном полном растворении в собственном творчестве находящего абсолютную свободу. Переводчица Роберта Вальзера Анна Глазова подчеркивает это своеобразие творческой позиции писателя: «Вальзер — не мастер собственной прозе, он с лакейским усердием прислуживает ей, но делает это только с сознанием собственной независимости.».
Макс Брод, один из первых его почитателей, уместно заметил по этому поводу, имея в виду подчеркнутое вальзеровское «самоуничижение»: «После Ницше должен был прийти Вальзер».

## Мнения и оценки
Вальзер был разочарован реакцией на роман — «Яков фон Гунтен» провалился не только у широкой публики, но даже благосклонные к автору рецензенты выражали недовольство и недоумение текстом, явно опередившим свое время.
Критик Винета Колби отмечает в своей книге особенности поэтики Вальзера:
Хотя роман "Якоб фон Гунтен" и несет подзаголовок "Дневник", читатель теряется в недоумении: когда была сделана та или иная запись, сколько времени прошло от одной записи до другой. С разрушением временной структуры, характеризующей принцип ведения дневника вообще, "Якоб фон Гунтен" в очень реальном смысле становится "journal intime", не регистрирующим объективный и измеряемый процесс течения времени, но посредством снов и грез наяву отражающим некую внутреннюю карту путешествия в глубинные покои собственного "я" фон Гунтена и тех немногих, до кого ему действительно есть дело. Якоб фон Гунтен воспринимает время в понятиях пространства -- как некий мозаичный узор: "Как странно это было. Отдельные недели пожирали одна другую глазами, будто блистающие драгоценности." Замечание Сьюзан Зонтаг о том, что Вальзер "большую часть своей жизни провел, одержимо превращая время в пространство" здесь вполне уместно.
«Якоб фон Гунтен» стал одной из любимых книг Франца Кафки и оказал большое влияние на его творчество. Как заметил Михаил Шишкин в своем эссе «Вальзер и Томцак»:
Замкнутое, неуютно живое, вывернутое наизнанку пространство, созданное Вальзером, отправляется основать свою колонию в прозу Кафки.

## Автор о книге
Третий роман Вальзера «Якоб фон Гунтен» был любимой книгой самого автора, в этом он не раз признавался Карлу Зеелигу (Carl Seelig): "Я: «Недавно я с восхищением прочитал вашего „Якоба фон Гунтена“. Где он был написан?» — «В Берлине. По большей части это поэтическая фантазия. Лихо нафантазировано, не правда ли? Из моих крупных работ это моя самая любимая»."

## Сценические версии
- «Якоб фон Гунтен» («Jakob von Gunten»). Камерная опера. Композитор Беньямин Швайцер (Benjamin Schweitzer), Майсен, Германия. 2000.

## Экранизации
- «Якоб фон Гунтен» («Jakob von Gunten») (1971). ФРГ. 1 ч. 36 мин. Реж. Петер Лилиенталь (Peter Lilienthal). В гл. ролях: Ханна Шигулла (Hanna Schygulla), Александр Мэй (Alexander May), Себастьян Блайш (Sebastian Bleisch).
- «Институт Бенжамента или Эту мечту люди зовут человеческой жизнью» (Institute Benjamenta, or This Dream People Call Human Life) (1995). Анимация. Великобритания, Япония, Германия. 1 ч 45 мин. Реж. Братья Стивен и Тимоти Квей (Stephen Quay, Timothy Quay).

## Публикации на немецком языке
- Jakob von Gunten. Ein Tagebuch. Berlin: Cassirer 1909. [Erstausgabe].
- Jakob von Gunten. Ein Tagebuch. Mit einem Nachwort des Herausgebers Jochen Greven. Zürich 1985. ISBN 3-518-37611-X
- Jakob von Gunten. Ein Tagebuch. Kritische Edition des Erstdrucks. Hrsg. von Hans-Joachim Heerde. Frankfurt a. M., Basel 2013. (= KWA I 4) ISBN 978-3-86600-154-1

## Переводы на русский язык
Роберт Вальзер. Помощник; Якоб фон Гунтен: Романы; Миниатюры. / Пер. с нем. Н. Федоровой. — М.: Художественная литература, 1987. — 463 с.